# Калиновка Первая
Калиновка Первая — хутор в Крымском районе Краснодарского края. Входит в состав Киевского сельского поселения.

## Население
| 1999 | 2002 | 2010 |
| ---- | ---- | ---- |
| 0    | →0   | →0   |